# Савари, Жак
Жак Савари (фр. Jacques Savary; 22 сентября 1622, Дуэ, Анжу — 7 октября 1690) — французский экономист и правовед.
Происходил из купеческого рода и сам вёл торговлю — настолько успешную, что в 1670 г. был приглашён войти в состав комиссии, перерабатывавшей французское торговое право. Вклад Савари в эту работу был столь велик, что разработанный комиссией торговый кодекс получил название Кодекса Савари (1673). Доклады Савари на заседаниях комиссии были переработаны им в книгу «Совершенный предприниматель» (фр. «Le parfait négociant ou Instruction générale pour ce qui regarde le commerce des marchandises de France et des pays étrangers»; Париж, 1675); Впоследствии Савари написал вторую книгу: «Указания и советы по наиболее важным вопросам коммерции» (фр. «Les Parères, ou Avis et Conseils sur les plus importantes Matières de Commerce»; 1688). Большой вклад в развитие бухгалтерского дела внёс и его комментарий к торговому кодексу, изданный в 1675 г.
Среди семнадцати детей Савари были прямые продолжатели его научной деятельности — Жак Савари де Брюлон и Луи Филемон Савари.